# هین‌فلیت
هین‌فلیت (به هلندی: Heenvliet) یک منطقهٔ مسکونی در هلند است که در Nissewaard واقع شده‌است. هین‌فلیت c نفر جمعیت دارد.